# Filtro polarizador

Animación de un Filtro Polarizador en frente de un Monitor LCD

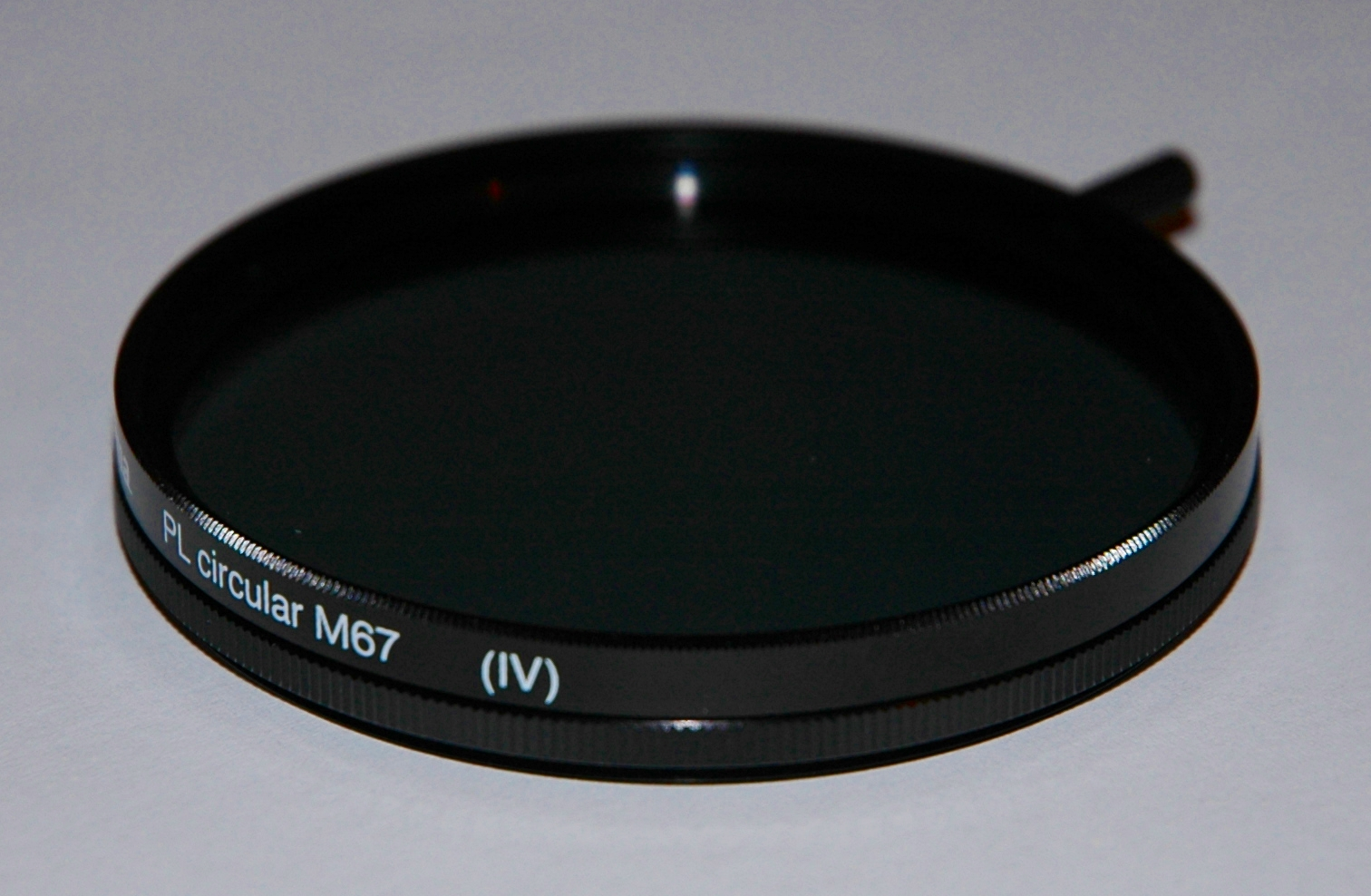
Filtro Polarizador para a Objetivo de una Cámara fotográfica

Un filtro polarizador o polarizador es un filtro óptico formado por un material que transmite de forma selectiva una determinada dirección de oscilación del campo eléctrico de una onda electromagnética como la luz, bloqueando el resto de "planos de polarización". Por lo general se trata de una película polimérica a base de yodo estirada y emparedada entre dos vidrios.

## Principio de funcionamiento

Polarización electromagnética por absorción selectiva.

La luz es una radiación electromagnética transversal, es decir, la oscilación del campo electromagnético es perpendicular a su propagación. En general, fuentes luminosas convencionales, como el Sol, emiten luz con campos eléctricos en cualquier dirección a la dirección de propagación (pero siempre perpendicular a ésta). Pero por diferentes mecanismos físicos se puede filtrar una sola dirección de oscilación, en este estado la luz está polarizada.  
Entonces, la luz polarizada es aquella que tiene una determinada dirección de oscilación. Hay tres tipos de luz polarizada: lineal, circular y elíptica. Podemos imaginar que el filtro polarizador es como una rejilla que permite únicamente el paso de la luz que oscila en el plano paralelo al vector normal a la superficie de la reja. La luz transmitida al otro lado del polarizador se considera luz polarizada. En realidad el filtro polarizador comercial consiste en una cadena de polímero estirada al límite, de modo que las moléculas actúan como una rejilla que absorbe fuertemente una componente polarizada de luz y es muy transparente a la otra componente, como describe la Ley de Malus.

## Polarizadores lineales
Los polarizadores lineales pueden dividirse en dos categorías generales: los polarizadores de absorción, en los que los estados de polarización no deseados son absorbidos por el dispositivo, y los polarizadores de división del haz, en los que el haz no polarizado se divide en dos haces con estados de polarización opuestos. Los polarizadores que mantienen los mismos ejes de polarización con diferentes ángulos de incidencia suelen llamarse polarizadores cartesianos, ya que los vectores de polarización pueden describirse con un simple coordenadas cartesianas (por ejemplo, horizontal vs. vertical) independientemente de la orientación de la superficie del polarizador. Cuando los dos estados de polarización son relativos a la dirección de una superficie (normalmente se encuentran con la reflexión de Fresnel), se suelen denominar s y p. Esta distinción entre la polarización cartesiana y la polarización s - p puede ser insignificante en muchos casos, pero llega a ser significativa para lograr un alto contraste y con amplias dispersiones angulares de la luz incidente.

### Polarizadores absorbentes
Ciertos cristales, debido a los efectos descritos por la óptica de cristales, presentan dicroísmo, absorción preferente de la luz que se polariza en determinadas direcciones. Por tanto, pueden utilizarse como polarizadores lineales. El cristal más conocido de este tipo es la turmalina. Sin embargo, este cristal rara vez se utiliza como polarizador, ya que el efecto dicroico depende en gran medida de la longitud de onda y el cristal aparece coloreado. La herapatita también es dicroica, y no está fuertemente coloreada, pero es difícil de cultivar en cristales grandes.
Un filtro polarizador Polaroid funciona de forma similar a escala atómica al polarizador de rejilla. Originalmente estaba hecho de cristales microscópicos de herapatita. Su forma actual de hoja H está hecha de plástico alcohol polivinílico (PVA) con un dopaje de yodo.  El estiramiento de la lámina durante la fabricación hace que las cadenas de PVA se alineen en una dirección determinada. Los electrones de valencia del dopante de yodo son capaces de moverse linealmente a lo largo de las cadenas de polímero, pero no transversalmente a ellas.  Por tanto, la luz incidente polarizada en paralelo a las cadenas es absorbida por la lámina; la luz polarizada en perpendicular a las cadenas es transmitida. La durabilidad y practicidad del Polaroid hace que sea el tipo de polarizador más utilizado, por ejemplo para gafas de sol, filtro fotográfico y pantalla de cristal líquido. También es mucho más barato que otros tipos de polarizadores.
Un tipo moderno de polarizador absorbente está hecho de nanopartículas de plata alargadas incrustadas en finas placas de vidrio (≤0,5 mm). Estos polarizadores son más duraderos y pueden polarizar la luz mucho mejor que la película Polaroid de plástico, logrando ratios de polarización tan altos como 100.000:1 y una absorción de la luz correctamente polarizada tan baja como el 1,5%. Este tipo de polarizadores de vidrio funcionan mejor para la luz infrarroja de longitud de onda corta, y se utilizan ampliamente en comunicaciones por fibra óptica.

### Polarizadores divisores de haz
Los polarizadores divisores de haz dividen el haz incidente en dos haces de diferente polarización lineal. Para un divisor de haz polarizado ideal, éstos estarían totalmente polarizados, con polarizaciones ortogonales. Sin embargo, en muchos polarizadores divisores de haz comunes, sólo uno de los dos haces de salida está totalmente polarizado. El otro contiene una mezcla de estados de polarización.
A diferencia de los polarizadores absorbentes, los polarizadores divisores de haz no necesitan absorber y disipar la energía del estado de polarización rechazado, por lo que son más adecuados para su uso con haces de alta intensidad, como la luz láser. Los divisores de haz de polarización real también son útiles cuando los dos componentes de polarización deben ser analizados o utilizados simultáneamente.

#### Polarización por reflexión de Fresnel

Una pila de placas en ángulo de Brewster con respecto a un rayo refleja una fracción de la luz polarizada s en cada superficie, dejando un rayo polarizado p. La polarización completa en el ángulo de Brewster requiere muchas más placas que las mostradas. Las flechas indican la dirección del campo eléctrico, no del campo magnético, que es perpendicular al campo eléctrico.

Cuando la luz se refleja (por reflexión de Fresnel) en un ángulo desde una interfaz entre dos materiales transparentes, la reflectividad es diferente para la luz polarizada en el plano de incidencia y la luz polarizada perpendicularmente a él. La luz polarizada en el plano se dice que es polarizada p, mientras que la polarizada perpendicularmente es polarizada s. En un ángulo especial conocido como ángulo de Brewster, ninguna luz polarizada p se refleja desde la superficie, por lo que toda la luz reflejada debe ser polarizada s, con un campo eléctrico perpendicular al plano de incidencia.
Se puede fabricar un polarizador lineal simple inclinando una pila de placas de vidrio en el ángulo de Brewster con respecto al rayo. Una parte de la luz polarizada en s se refleja en cada superficie de cada placa. Para una pila de placas, cada reflexión agota el haz incidente de luz polarizada s, dejando una mayor fracción de luz polarizada p en el haz transmitido en cada etapa. Para la luz visible en aire y un vidrio típico, el ángulo de Brewster es unos 57°, y aproximadamente el 16% de la luz polarizada s del haz es reflejada en cada transición aire-vidrio o vidrio-aire. Se requiere de muchas placas para conseguir aun una polarización mediocre del haz transmitido utilizando este método. Para una pila de 10 placas (20 reflecciones), un 3% (= (1 − 0.16)20) de la luz polarizada s es transmitida. El haz reflejado, si bien plenamente polarizado, se disemina y puede no ser muy útil.
Se puede obtener un haz polarizado más útil inclinando la pila de placas en un ángulo más pronunciado con respecto al haz incidente. Contrariamente a la intuición, el uso de ángulos incidentes mayores que el ángulo de Brewster produce un mayor grado de polarización del haz "transmitido", a expensas de una transmisión global reducida. Para ángulos de incidencia superiores a 80°, la polarización del haz transmitido puede acercarse al 100 % con tan solo cuatro placas, aunque la intensidad transmitida es muy baja en este caso. Si se agregan más placas y se reduce el ángulo se obtiene un mejor compromiso entre transmisión y el grado de polarización que se consigue.

Un polarizador de rejilla convierte un haz de luz no polarizada en uno con una única polarización lineal. Las flechas de colores representan el vector del campo eléctrico. Las ondas polarizadas diagonalmente también contribuyen a la polarización transmitida. Sus componentes verticales se transmiten (mostrados), mientras que los componentes horizontales son absorbidos y reflejados (no mostrados).

Debido a que sus vectores de polarización dependen del ángulo de incidencia, los polarizadores basados en la reflexión de Fresnel tienden intrínsecamente a producir una polarización s - p en lugar de una polarización cartesiana, lo que limita su uso en algunas aplicaciones.

#### Polarizadores birrefringentes
Otros polarizadores lineales explotan las propiedades de birefringente de cristales como el cuarzo y la calcita. En estos cristales, un haz de luz no polarizada que incide en su superficie se divide por refracción en dos rayos. La ley de Snell es válida para ambos rayos, el "ordinario" o "o", y el "extraordinario" o "e", y cada uno de ellos tiene un índice de refracción diferente (lo que se denomina doble refracción).  En general, los dos rayos estarán en diferentes estados de polarización, aunque no en estados de polarización lineal, excepto para ciertas direcciones de propagación relativas al eje del cristal.

Un prisma de Nicol.

Un prisma de Nicol fue un primer tipo de polarizador birrefringente, que consiste en un cristal de calcita que ha sido dividido y unido de nuevo con bálsamo de Canadá. El cristal está cortado de tal manera que los rayos o y e están en estados de polarización lineal ortogonales. La reflexión total interna del rayo "o" se produce en la interfaz del bálsamo, ya que el índice de refracción de la calcita es mayor que el del bálsamo, y el rayo se desvía hacia el lado del cristal. El rayo e, que ve un índice de refracción menor en la calcita, se transmite a través de la interfase sin desviarse. Los prismas de Nicol producen una luz polarizada de gran pureza, y fueron muy utilizados en microscopía, aunque en el uso moderno han sido sustituidos en su mayoría por alternativas como el prisma de Glan-Thompson, el prisma de Glan-Foucault y el prisma de Glan-Taylor. Estos prismas no son verdaderos divisores de haz polarizantes, ya que sólo el haz transmitido está totalmente polarizado.

Un prisma de Wollaston.

Un prisma de Wollaston es otro polarizador birrefringente que consiste en dos prismas triangulares de calcita con ejes cristalinos ortogonales que están cementados. En la interfaz interna, un rayo no polarizado se divide en dos rayos polarizados linealmente que salen del prisma con un ángulo de divergencia de 15°-45°. Los prismas Rochon y Sénarmont son similares, pero utilizan diferentes orientaciones de los ejes ópticos en los dos prismas. El prisma de Sénarmont está espaciado por el aire, a diferencia de los prismas de Wollaston y Rochon. Estos prismas realmente dividen el haz en dos haces totalmente polarizados con polarizaciones perpendiculares. El prisma Nomarski es una variante del prisma de Wollaston, que se utiliza ampliamente en la microscopía de contraste de interferencia diferencial.

#### Polarizadores de película delgada
Los Polarizadores lineales de película delgada (también conocidos como TFPN) son sustratos de vidrio sobre los que se aplica un revestimiento óptico especial. Las reflexiones del ángulo de Brewster o los efectos de interferencia en la película hacen que actúen como polarizadores de división del haz. El sustrato de la película puede ser una placa, que se inserta en el haz en un ángulo determinado, o una cuña de vidrio que se cementa a una segunda cuña para formar un cubo con la película cortando en diagonal a través del centro (una forma de esto es el muy común cubo de MacNeille).
Los polarizadores de película delgada generalmente no funcionan tan bien como los polarizadores de tipo Glan, pero son baratos y proporcionan dos haces que están casi igualmente bien polarizados. Los polarizadores de tipo cúbico suelen funcionar mejor que los polarizadores de placa. Los primeros se confunden fácilmente con los polarizadores birrefringentes de tipo Glan.

#### Polarizadores de rejilla
Uno de los polarizadores lineales más sencillos es el polarizador de rejilla (WGP), que consiste en muchos hilos metálicos finos y paralelos colocados en un plano. Los WGP reflejan sobre todo la polarización no transmitida y, por tanto, pueden utilizarse como divisores de haz polarizantes. La absorción parásita es relativamente alta en comparación con la mayoría de los polarizadores dieléctricos, aunque mucho menor que en los polarizadores absorbentes.
Las ondas electromagnéticas que tienen un componente de su campo eléctrico alineado en paralelo a los hilos inducirán el movimiento de electrones a lo largo de la longitud de los hilos. Dado que los electrones son libres de moverse en esta dirección, el polarizador se comporta de manera similar a la superficie de un metal cuando refleja la luz, y la onda se refleja hacia atrás a lo largo del rayo incidente (menos una pequeña cantidad de energía perdida por el calentamiento Joule del cable).
En el caso de las ondas con campos eléctricos perpendiculares a los hilos, los electrones no pueden moverse muy lejos a lo ancho de cada hilo.  Por lo tanto, se refleja poca energía y la onda incidente es capaz de atravesar la rejilla. En este caso la rejilla se comporta como un material dieléctrico.
En general, esto hace que la onda transmitida sea de polarización lineal con un campo eléctrico completamente perpendicular a los hilos.  La hipótesis de que las ondas "resbalan" por los huecos entre los hilos es incorrecta.
A efectos prácticos, la separación entre hilos debe ser menor que la longitud de onda de la radiación incidente.  Además, la anchura de cada hilo debe ser pequeña en comparación con la separación entre hilos. Por lo tanto, es relativamente fácil construir polarizadores de rejilla de alambre para la radiación de microondas, de infrarrojo lejano y de infrarrojo medio. En el caso de la óptica del infrarrojo lejano, el polarizador puede hacerse incluso como una malla libre, completamente sin óptica transmisiva. Además, las técnicas avanzadas de litografía también pueden construir mallas metálicas de paso muy estrecho (típicamente 50-100 nm), lo que permite la polarización de la luz visible o infrarroja en un grado útil. Dado que el grado de polarización depende poco de la longitud de onda y del ángulo de incidencia, se utilizan para aplicaciones de banda ancha como la proyección.
Las soluciones analíticas que utilizan el análisis riguroso de ondas acopladas para los polarizadores de rejilla han demostrado que para las componentes del campo eléctrico perpendiculares a los cables, el medio se comporta como un dieléctrico, y para las componentes del campo eléctrico paralelas a los cables, el medio se comporta como un metal (reflectante).

## Aplicaciones

### En la fotografía

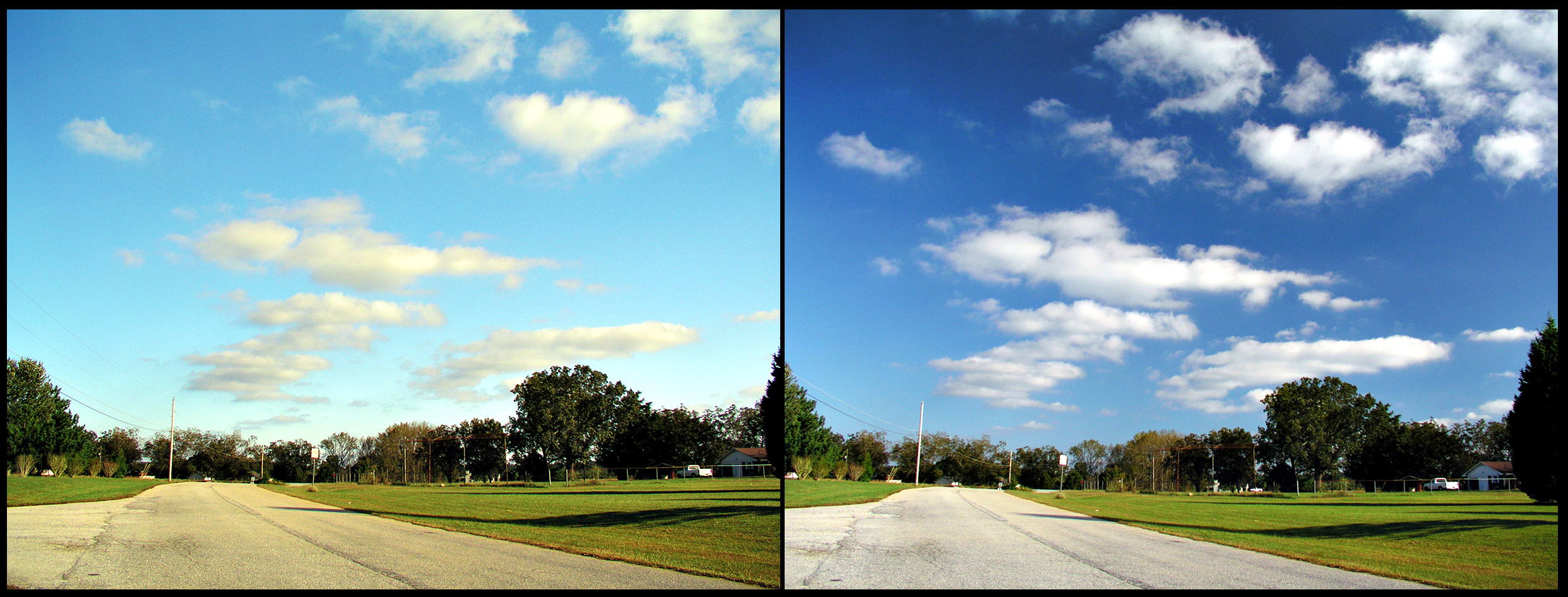
Efecto del filtro polarizador en la fotografía de la derecha

Un filtro fotográfico polarizador es un filtro, compuesto por un cristal polarizador, que rotándolo se ajusta el efecto deseado.
Por su forma, en fotografía existen dos tipos de filtros polarizadores: lineales y circulares. Los lineales quedaron obsoletos debido a que con éstos el enfoque automático (autofocus) de las cámaras no funciona. Por ello surgieron los polarizadores circulares que sí permiten el enfoque automático de las cámaras modernas.
Los lineales apenas se usan ya que al realizar la acción de autofocus el filtro gira solidariamente con el objetivo. Los circulares son el mismo filtro, pero montado en una montura circular (de ahí su nombre) que permite reorientar cuando sea necesario.
No hay que confundir los filtros circulares polarizadores con los polarizadores circulares, estos últimos permiten obtener luz circular o elípticamente circular. Tales polarizadores se suelen fabricar de cristales como el cuarzo, pero son poco populares en fotografía.

#### Efectos
- Elimina reflejos indeseados sobre superficies no metálicas como agua o cristal, permitiendo la visualización de lo que se encuentra detrás de ellas. También es efectivo en superficies como plástico y madera. El efecto de la polarización depende del ángulo que mantenga el objetivo respecto a la fuente de luz, y puede previsualizarse accionando el anillo antes del disparo.
- Mejora el colorido de la hierba y el follaje, debido a que se filtran los reflejos azulados del cielo.
- Con un filtro polarizado se elimina una gran cantidad de luz de un cielo sin nubes, intensificando el azul del cielo que toma un tono más oscuro. Las nubes blancas destacan considerablemente en el azul del cielo. Este efecto cobra especial intensidad con un ángulo de 90° respecto al sol, en otros ángulos el efecto es menor o incluso nulo.
- Es impráctico para fotografiar un arcoíris, sus colores desaparecen a través del filtro polarizador.

| Sin Filtro polarizador | Con Filtro polarizador |
| ---------------------- | ---------------------- |
|                        |                        |
|                        |                        |
|                        |                        |

### Otras aplicaciones
- Los filtros polarizadores se emplean en instrumentos científicos como microscopios para resaltar estructuras.
- Se pueden realizar coloridos vitrales que cambian de color y tono dependiendo del ángulo de la luz polarizada
- En los polarímetros se usan dos cristales polarizadores para medir la actividad óptica en sustancias orgánicas. El sacarímetro es un polarímetro para medir concentraciones de azúcar.
- Las pantallas de cristal líquido (LCD) precisan de un filtro polarizador.
- En las gafas 3D para ver películas en 3 dimensiones.